# Абатство Мелк
Абатство Мелк (на немски: Stift Melk) е бенедиктински манастир, разположен в град Мелк, Австрия, на скалисто възвишение над река Дунав.

## История
Мелкското абатство е основано през 1089 година от австрийския маркграф Леополд II, който дарява един от своите замъци на бенедиктинските монаси от Ламбахското абатство. През 12 век в манастира е създадено училище, библиотеката му скоро става известна с голямата си колекция от ръкописи, а скрипторият се превръща във важно средище на тяхното производство. През 15 век абатството става център на Мелкската реформа, движение, довело до оживяване на монашеския живот в южните части на Централна Европа.
В началото на 18 век е построена днешната внушителна сграда на манастира. Поради своя авторитет и слава на научно средище, Мелкското абатство избягва закриването по време на кампанията по закриване на манастири, проведена от император Йозеф II през 1780 – 1790 година. То оцелява без особени поражения и по време на Наполеоновите войни. След Аншлуса от 1938 година и установяването на националсоциалистическо управление в Австрия, голяма част от сградите на абатството, както и манастирското училище, са национализирани. След края на Втората световна война те са върнати на манастира, а училището функционира и днес с около 900 ученици. Библиотеката му продължава да съхранява голямо количество средновековни паметници, включително известна колекция от музикални ръкописи.

## Архитектура
Мелкското абатство е разположено на възвишение над десния, югоизточен бряг на река Дунав. На юг и изток от него се намира градчето Мелк (около 5 хиляди жители). С високото си разположение то доминира над живописната долина Вахау, която продължава на север по течението на Дунав до град Кремс.
Днешната барокова сграда на Мелкското абатство е построена между 1702 и 1736 година по проект на Якоб Прандтауер (1660 – 1726). Първоначално той е нает да ремонтира част от старите сгради, но след проучване на състоянието им е решено те да бъдат разрушени и на тяхно място да се построи нова църква и манастирски сгради.
Обучаван в младостта си за скулптор, Прандтауер създава композиционно решение на комплекса, което и днес се оценява високо за неговата пропорционалност. Необичайно за бароковите манастири, в Мелк църквата заема доминиращо положение в общата композиция. Тя е разположена в западната част на комплекса и заема централно място в издигащата се над местността обща фасада на манастира. Църквата представлява кръстокуполна базилика с характерния за периода уширен притвор, над които се намират двете кули, оформящи западната фасада.
От двете страни на църквата започват двете външни крила, които продължават на запад и след нейната източна фасада. Южното крило е право и има дължина около 240 m, а северното следва начупената форма на скалното възвишение. Във вътрешността има още няколко по-малки крила, а източно от църквата е разположен голям вътрешен двор.
Мелкското абатство е забележително и с декоративното оформление на фасадите и интериора. Основната заслуга за архитектурната декорация е на Йозеф Мунгенаст (1680 – 1741), племенник на Прандтауер, който ръководи строежа след неговата смърт. Автор на стенописите в църквата е Йохан Михаел Ротмайр (1656 – 1730), а на тези във внушителната библиотека – Паул Трогер (1698 – 1762).

## Други
- В известния си роман „Името на розата“ италианският писател Умберто Еко нарича един от героите Адсон от Мелк в знак на уважение към абатството и неговата известна библиотека.
- През 2007 година австрийското правителство отсича юбилейна евро монета, на която е изобразено Мелкското абатство.